# Triops orientalis
Triops orientalis – gatunek przekopnicy zamieszkujący okresowo wysychające zbiorniki wodne zachodnich Indii. Ich ciało jest złożone z 37 do 39 segmentów, z których 32 do 38 posiada odnóża, natomiast około połowę ciała okrywa od góry owalny karapaks. Są w kolorach ciemnej zieleni, niekiedy bardziej brązowe.